# Бек, Кнут
Кнут Бек (швед. Knut Bäck; 22 апреля 1868, Стокгольм — 27 октября 1953, Гётеборг) — шведский пианист, музыкальный педагог и композитор.
Учился в Стокгольме у Рихарда Андерссона (фортепиано), Эмиля Шёгрена (гармония и композиция), Юхана Линдегрена (контрапункт), Андреаса Халлена (инструментовка). В 1891—1894 гг. продолжал образование в Берлине под руководством Макса Бруха (композиция) и Карла Генриха Барта (фортепиано).
С 1896 г. жил и работал в Гётеборге как педагог и исполнитель-ансамблист. Годом позже женился на Дагмар Шарлотте Августе Мальм (1873—1959), также фортепианном педагоге, происходившей из влиятельного в Гётеборге на протяжении столетия семейства предпринимателей. Супружеская чета внесла заметный вклад в развитие музыкальной жизни города. На рубеже веков определённой популярностью пользовались фортепианные пьесы и песни Бека.
Действительный член Королевской музыкальной академии (1912).